# Artiom
Artiom (ru. Артём)este un oraș din Regiunea Primorie, Federația Rusă și are o populație de 64.145 locuitori.